# Uliszkowice
Uliszkowice (kaszb. Ulëszkòjce, niem. Augustfelde) – osada w Polsce położona w województwie pomorskim, w powiecie bytowskim, w gminie Trzebielino.
Miejscowość przy drodze wojewódzkiej nr , wchodzi w skład sołectwa Suchorze.
W latach 1975–1998 miejscowość administracyjnie należała do województwa słupskiego.